# Manuela Schick
Manuela Schick ist eine deutsche ehemalige Reality-TV-Teilnehmerin und Moderatorin. Bekannt wurde sie im Jahr 2000 durch ihre Teilnahme an der ersten deutschen Staffel der Fernsehshow Big Brother. Schick tritt seit 2002 nicht mehr in der Öffentlichkeit auf.

## Leben
Manuela Schick studierte zur Zeit ihrer Teilnahme an der Fernsehshow Big Brother Rechtswissenschaft in Hamburg. Im Jahr 2024 wurde durch ein zufälliges Treffen zwischen Schick und Jürgen Milski, ebenfalls ehemaliger Kandidat der ersten Staffel Big Brother, in einem von ihm veröffentlichten Video auf seinen Social-Media-Kanälen bekannt, dass Schick zwei Kinder habe und in München lebe.

## Karriere in den Medien
Den Castingaufruf für die erste Staffel der Fernsehsendung Big Brother auf RTL2 entdeckte Schick zufällig eine Woche vor Anmeldefrist im Internet. Sie bewarb sich spontan für die Show und zog nach mehreren Auswahlrunden und psychologischen Tests mit neun weiteren Kandidaten am 28. Februar 2000 in den Big Brother-Container in Köln. Nach 55 Tagen und 51,5 Prozent der Publikumsstimmen wurde sie am 25. April 2000 aus der Show gewählt.
Nach ihrem Auszug war Schick zu Gast u. a. in der Harald Schmidt Show, der Johannes B. Kerner Show, bei VIVA, NBC GIGA, 1 Live, in der Sendung Kamikaze mit Niels Ruf auf VIVA Zwei, in der Aktuelle Schaubude in NDR und in der RTL-Talkshow von Bärbel Schäfer. In der Sendung Volle Kanne im ZDF war sie zu Gast zum Thema „Zicken“. Anfang Mai 2000 wurde sie Moderatorin für die RTL2-Show Call TV. Sie moderierte die Sendung knapp ein Jahr bis März 2001. Als Gastmoderatorin war Schick im Frühjahr 2000 zusätzlich beim Radiosender NRJ Hamburg zu hören.
Im Juni 2000 trat Schick mit weiteren Big Brother-Kandidaten bei The Dome 14 auf. Sie sangen ihren gemeinsamen Song Big Brother is O.K., für den Schick eine Platinschallplatte erhielt. Mit allen anderen Kandidaten der ersten Staffel Big Brother nahm sie Ende Juni in der Sendung Big Brother – Das Wiedersehen teil. Zusätzlich wurde Schick für die im Sommer ausgestrahlte Dokumentation Big Brother – Das Leben danach begleitet. Im Sommer 2000 modelte Schick gemeinsam mit der Big Brother-Kandidatin Kerstin Klinz für die Zeitschrift Für Sie. Ebenfalls war sie im August neben weiteren Big Brother-Kandidaten im Fotoroman Ein unheimliches Wochenende der Bravo zu sehen. Im Herbst erschien eine Fotostrecke von Schick im Jugendmagazin Jetzt! der Süddeutschen Zeitung. Im Jahr 2001 war sie u. a. in einer Big Brother-Spezialausgabe der Quizshow Familien-Duell auf RTL zu sehen sowie bei der Einjahresfeier von Big Brother in der Show Big Brother – Spezial auf RTL.
Angebote für ein Playboy-Shooting, einen Erotik-Kalender und die Veröffentlichung eigener Songs schlug Schick aus. Sie beendete den Vertrag mit Endemol und zog sich nach dem Ende der Show Call TV im März 2001 und einem letzten Auftritt in einer Spezialausgabe der Quizsendung Greif an! auf Tm3 im Februar 2002 ins Privatleben zurück.
2013 wurde Schick vom Stern als eine von sieben „legendären Teilnehmern von Big Brother“ benannt.

## Mediale Aufmerksamkeit und Kontroverse
In der Show Big Brother galt Schick als „Antagonistin der Publikumslieblinge“ Zlatko Trpkovski und Jürgen Milski. Sie wurde von den Zuschauern für die Rauswahl von Trpkovski laut Welt zum „Sündenbock“ gemacht. Laut der Professorin für Medienwissenschaft Joan Kristin Bleicher unterstützte die Szenenauswahl der täglichen Sendung die Negativstimmung. Darüber hinaus betrieb das offizielle Magazin zur Sendung laut Roger Willemsen „unverhohlene[] Stimmungsmache“, die zur „Entfesslung des Volkshasses gegen Manu“ beitrug. Schick sei von Sender und Zuschauern so in eine „psychische Extremsituation“ gebracht worden. Willemsen beschrieb, Schick sei „zur Zielscheibe des Volkshasses“ geworden. Das Hamburger Abendblatt bezeichnete Schick als „Feindbild einer dumpfen Fan-Schar“, Stern beschrieb Schick als „Hassobjekt der Fernsehzuschauer“.
Neben herabsetzenden Kommentaren im Internet und in den Medien, fanden sich Zuschauer auf dem Studiogelände von Big Brother in Köln mit Plakaten mit Hass-Botschaften und „Manu raus“-Sprechchören zusammen. Letztgenannte wurden auch in Fußballstadien skandiert. Der Bruder von Trpkovski verkaufte T-Shirts mit dem Schriftzug Manu und drei Einschusslöchern.
In einem Beitrag auf der Website der Bundeszentrale für politische Bildung wurde geurteilt, der Fernsehsender RTL2 sei seiner Fürsorgepflicht nicht nachgekommen. Maria Böhmer, damalige stellvertretende CDU/CSU-Fraktionsvorsitzende, forderte, die Show abzusetzen, da die Menschenwürde von Schick verletzt würde und die negativen Reaktionen auf Schick durch die Zuschauer nicht mehr gesteuert werden können.
In einer Studie der Universität Augsburg wurden 815 Menschen zu Big Brother befragt. Knapp 40 Prozent der Befragten empfanden die Hetzrufe gegenüber Schick gerechtfertigt, fast 25 Prozent fanden die Reaktionen überzogen, beängstigend und durch die Medien aufgeheizt.
Bei Schicks Rauswahl aus der TV-Show Ende April 2000 wurden 3.000 Personen auf das Studiogelände in Köln gelassen. 800 weitere Personen erhielten keinen Einlass und besetzen stattdessen Dächer umliegender Häuser. Schick wurde daraufhin gemeinsam mit der mit ihr freiwillig ausscheidenden Kandidatin Klinz aus Furcht vor Anschlägen in einem gepanzerten Auto und unter Personenschutz vom Studiogelände gefahren.
Im Jahr 2022 wurde im u. a. vom NDR und RBB produzierten Podcast Cui Bono kritisch über den damaligen medialen und gesellschaftlichen Umgang mit Schick berichtet. 2025 wurde der Umgang mit Schick in einem Beitrag des Internetmagazins DWDL rückblickend als „mediales Mobbing“ bezeichnet.

## Diskografie
Gemeinschaftssong

| Jahr | Titel Single                                                           | Höchstplatzierung, Gesamtwochen, AuszeichnungChartplatzierungen (Jahr, Titel, Single, Platzierungen, Wochen, Auszeichnungen, Anmerkungen) | Höchstplatzierung, Gesamtwochen, AuszeichnungChartplatzierungen (Jahr, Titel, Single, Platzierungen, Wochen, Auszeichnungen, Anmerkungen) | Höchstplatzierung, Gesamtwochen, AuszeichnungChartplatzierungen (Jahr, Titel, Single, Platzierungen, Wochen, Auszeichnungen, Anmerkungen) | Anmerkungen                                           |
| Jahr | Titel Single                                                           | DE | AT | CH | Anmerkungen                                           |
| ---- | ---------------------------------------------------------------------- | --- | --- | --- | ----------------------------------------------------- |
| 2000 | Big Brother is O.K. Doppel-A-Seite mit dem Song Leb! der 3. Generation | DE1 Platin · (13 Wo.)DE | AT3 (11 Wo.)AT | CH5 (12 Wo.)CH | Erstveröffentlichung: 10. April 2000 mit Die Bewohner |

## Filmographie
- 2000: Big Brother, RTL2, Teilnehmerin
- 2000–2001: Call TV, RTL2, Moderatorin
- 2000: Big Brother – Das Wiedersehen, RTL2, Teilnehmerin
- 2000: Big Brother – Das Leben danach, RTL2, Teilnehmerin
- 2001: Das Familienduell – Big Brother Spezial, RTL, Teilnehmerin
- 2002: Greif an, Tm3, Teilnehmerin